# Estado de Los Altos
Los Altos foi um estado efêmero dentro da República Federal da América Central. Foi criado no oeste do Estado da Guatemala, como resultado das aspirações da elite liberal local que não reconhecia a autoridade conservadora do Estado da Guatemala. A segregação foi formalmente proclamada em 2 de fevereiro de 1838 na cidade de Quetzaltenango e foi reconhecida pelo Congresso Centro-Americano em 5 de junho daquele ano. O território ocupado por Los Altos correspondia naquela época aos departamentos guatemaltecos de Quetzaltenango, Totonicapán e Sololá. Los Altos foi recuperado por Rafael Carrera à Guatemala em janeiro de 1840.

## Leitura recomendada
- Solís Castañeda, Sara. El Efímero Sexto Estado de los Altos y el Ocaso de la Federación Centroamericana (PDF). [S.l.: s.n.] Consultado em 6 de agosto de 2016. Arquivado do original (PDF) em 14 de julho de 2014